# Ardeola rufiventris
La garcilla de vientre rojo (Ardeola rufiventris) es una especie de ave pelecaniforme de la familia Ardeidae que se encuentra en la mayor parte del África subsahariana. Tiene hábitos diurnos.